# Nakamura Hokuto
Nakamura Hokuto (中村 北斗 sinh ngày 10 tháng 7 năm 1985 ở Nagasaki) là một cầu thủ bóng đá người Nhật Bản hiện tại thi đấu cho câu lạc bộ Nhật Bản V-Varen Nagasaki.

## Thống kê sự nghiệp

### Câu lạc bộ
Cập nhật đến ngày 23 tháng 2 năm 2017.
| Câu lạc bộ          | Mùa giải            | Giải vô địch | Giải vô địch | Cúp1    | Cúp1      | Cúp Liên đoàn2 | Cúp Liên đoàn2 | Khác3   | Khác3     | Tổng    | Tổng      |
| Câu lạc bộ          | Mùa giải            | Số trận      | Bàn thắng    | Số trận | Bàn thắng | Số trận        | Bàn thắng      | Số trận | Bàn thắng | Số trận | Bàn thắng |
| ------------------- | ------------------- | ------------ | ------------ | ------- | --------- | -------------- | -------------- | ------- | --------- | ------- | --------- |
| Avispa Fukuoka      | 2004                | 0            | 0            | 0       | 0         | -              | -              | -       | -         | 0       | 0         |
| Avispa Fukuoka      | 2005                | 34           | 4            | 0       | 0         | -              | -              | -       | -         | 34      | 4         |
| Avispa Fukuoka      | 2006                | 30           | 4            | 1       | 0         | 2              | 0              | -       | -         | 33      | 4         |
| Avispa Fukuoka      | 2007                | 3            | 0            | 0       | 0         | -              | -              | -       | -         | 3       | 0         |
| Avispa Fukuoka      | 2008                | 38           | 3            | 1       | 0         | -              | -              | -       | -         | 39      | 3         |
| Avispa Fukuoka      | Tổng                | 105          | 11           | 2       | 0         | 2              | 0              | -       | -         | 109     | 11        |
| FC Tokyo            | 2009                | 10           | 2            | 2       | 1         | 2              | 0              | -       | -         | 14      | 3         |
| FC Tokyo            | 2010                | 28           | 0            | 2       | 0         | 8              | 0              | 1       | 0         | 39      | 0         |
| FC Tokyo            | 2011                | 24           | 0            | 4       | 0         | -              | -              | -       | -         | 28      | 0         |
| FC Tokyo            | 2012                | 8            | 1            | 0       | 0         | 2              | 0              | -       | -         | 10      | 1         |
| FC Tokyo            | 2013                | 0            | 0            | 0       | 0         | 0              | 0              | -       | -         | 0       | 0         |
| FC Tokyo            | Tổng                | 70           | 3            | 8       | 1         | 12             | 0              | 1       | 0         | 91      | 4         |
| Omiya Ardija        | 2014                | 20           | 0            | 1       | 0         | 2              | 0              | -       | -         | 23      | 0         |
| Omiya Ardija        | Tổng                | 20           | 0            | 1       | 0         | 2              | 0              | -       | -         | 23      | 0         |
| Avispa Fukuoka      | 2015                | 30           | 3            | 1       | 0         | -              | -              | 2       | 1         | 33      | 4         |
| Avispa Fukuoka      | 2016                | 16           | 0            | 1       | 0         | 4              | 0              | –       | –         | 21      | 0         |
| Avispa Fukuoka      | Tổng                | 46           | 3            | 2       | 0         | 4              | 0              | 2       | 1         | 54      | 4         |
| Tổng cộng sự nghiệp | Tổng cộng sự nghiệp | 241          | 17           | 13      | 1         | 20             | 0              | 3       | 1         | 277     | 19        |

1Bao gồm Cúp Hoàng đế Nhật Bản.
2Bao gồm J. League Cup.
3Bao gồm Giải bóng đá vô địch Suruga Bank và J1 Promotion Playoffs.

## Thống kê sự nghiệp đội tuyển quốc gia

### Số lần ra sân trong các giải đấu lớn
| Đội bóng | Giải đấu                                        | Thể loại | Số trận | Số trận | Bàn thắng | Thành tích đội bóng |
| Đội bóng | Giải đấu                                        | Thể loại | Start   | Sub     | Bàn thắng | Thành tích đội bóng |
| -------- | ----------------------------------------------- | -------- | ------- | ------- | --------- | ------------------- |
| Nhật Bản | Vòng loại Giải vô địch bóng đá U-19 châu Á 2004 | U-18     | 1       | 1       | 0         | Vào vòng trong      |
| Nhật Bản | Giải vô địch bóng đá U-19 châu Á 2004           | U-19     |         |         |           | 3rd place           |
| Nhật Bản | Giải vô địch bóng đá trẻ thế giới 2005          | U-20     | 4       | 0       | 0         | Vòng 16 đội         |

## Giải thưởng và danh hiệu

### Câu lạc bộ
F.C. Tokyo
- J2 League (1): 2011
- Cúp Hoàng đế Nhật Bản (1): 2011
- J. League Cup (1): 2009
- Giải bóng đá vô địch Suruga Bank (1): 2010